# Olivier Zschokke
Olivier Zschokke (* 22. Juli 1826 in Aarau; † 9. April 1898 ebenda) war ein Schweizer Ingenieur und Politiker. Von 1877 bis 1885 vertrat er den Kanton Aargau im Ständerat, von 1890 bis 1897 im Nationalrat.

## Biografie

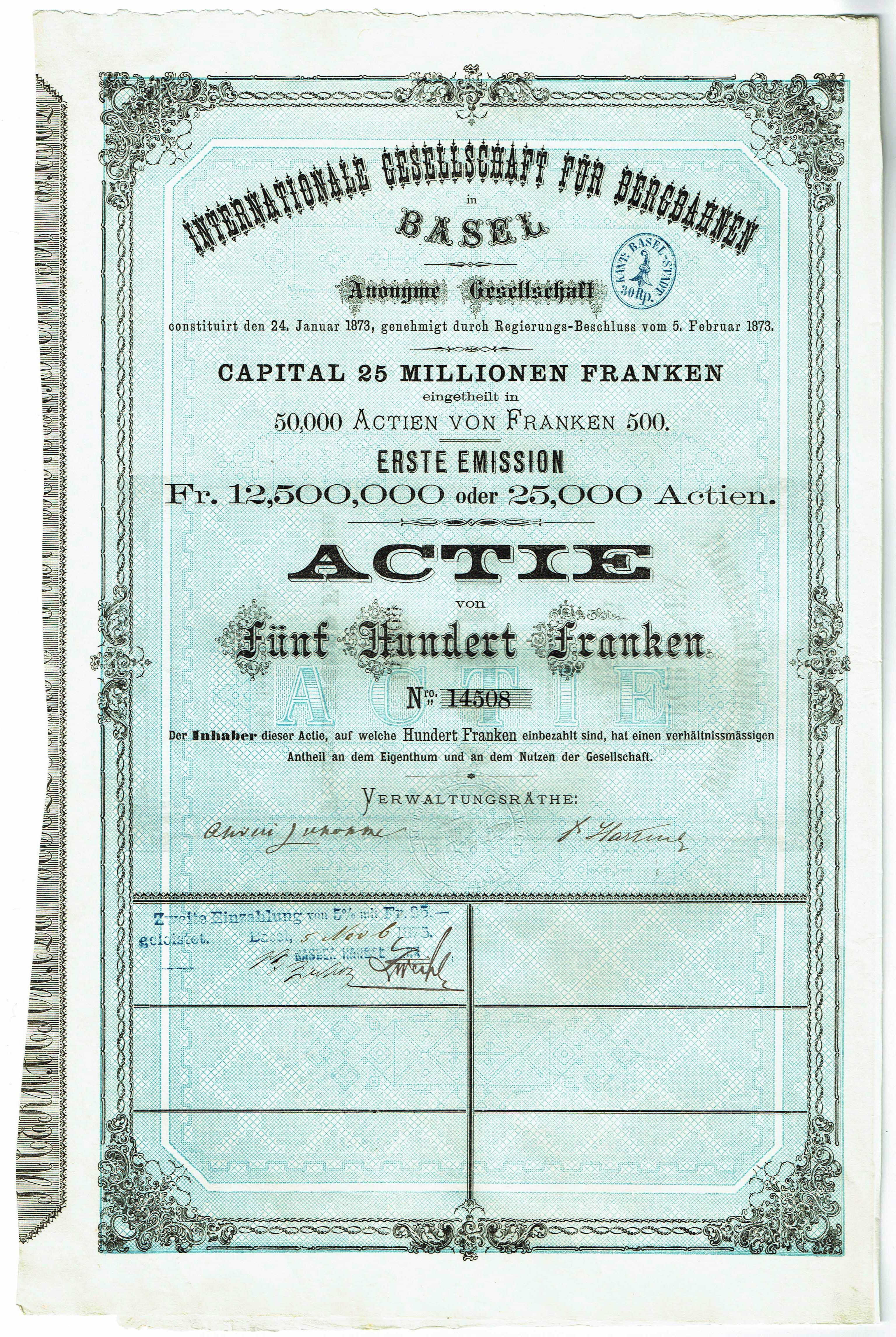
Aktie über 500 Franken der Internationalen Gesellschaft für Bergbahnen vom 5. Februar 1873; signiert von Olivier Zschokke

Der Sohn des Schriftstellers Heinrich Zschokke erhielt seine Schulbildung in Aarau und absolvierte dort die Kantonsschule. Anschliessend studierte er Ingenieurwesen am Eidgenössischen Polytechnikum in Zürich (heutige ETH Zürich) und an der Technischen Hochschule (Berlin-)Charlottenburg, wo er unter anderem auch an der 48er-Revolution teilnahm. 1853 erhielt Zschokke seine erste Anstellung als Ingenieur der Schweizerischen Centralbahn in Solothurn. 1857 unternahm er eine Studienreise durch mehrere europäische Länder. Daraufhin liess er sich in Aarau nieder, wo er 1859 die Leitung einer Filiale von Locher & Cie. übernahm.
Der Schwerpunkt von Zschokkes Tätigkeit lag auf dem Gebiet des schweizerischen Eisenbahnwesens. Zusammen mit Niklaus Riggenbach und Ferdinand Adolf Naeff baute er von 1869 bis 1871 die Vitznau-Rigi-Bahn, die erste Zahnradbahn Europas. Er wirkte am Bau zahlreicher anderer Bahnlinien mit, darunter der Arth-Rigi-Bahn (1873–1875), der Rorschach-Heiden-Bergbahn (1874/1875) und der Giessbachbahn (1878/1879). Ausserdem bildeten seine Vorstudien die Grundlagen für die spätere Verwirklichung der Brünigbahn, während sein Schafmattbahn-Projekt unverwirklicht blieb. Im Militär war er Oberst der Eisenbahnabteilung.
1873 beteiligte sich Zschokke an der Gründung der Internationalen Gesellschaft für Bergbahnen. Deren Zweck war es, Konzessionen zur Erstellung von Bergbahnen zu erwerben, sowie die Ausbeutung der von Niklaus Riggenbach und Olivier Zschokke erworbenen Patente. Durch Überschuldung wurde die Gesellschaft bereits 1875 illiquide. Nach mehreren Rettungsversuchen ging sie am 19. Mai 1876 in Liquidation, die erst am 15. September 1902 mit dem vollständigen Verlust des Aktienkapitals abgeschlossen war.
1877 wählte der Aargauer Grosse Rat Zschokke zum Vertreter im Ständerat. Er gehörte diesem bis 1885 an und war Mitglied der ständigen Militär- und Eisenbahnkommission. Im Parlament beschäftigte er sich hauptsächlich mit verkehrspolitischen und technischen Fragen, wobei er die Verstaatlichung befürwortete. Nach fünfjähriger Unterbrechung seiner politischen Karriere gelang Zschokke bei den Parlamentswahlen 1890 der Einzug in den Nationalrat, wo er die Kommission für die Rheinregulierung präsidierte. 1897 trat er zurück.
Er war der Vater des Zoologen Friedrich Zschokke und der Onkel des Bauunternehmers Conradin Zschokke.